# Bahnhof Marquardt
Der Bahnhof Marquardt ist ein Haltepunkt im Ortsteil Marquardt der Brandenburger Landeshauptstadt Potsdam.
Er wird mit Stand vom März 2025 von der Regionalbahnlinie RB 21 der DB Regio Nordost sowie der Buslinie 609 der ViP Potsdam bedient.
Etwa 230 Personen nutzen täglich die Regionalbahnen in Marquardt.

## Lage
Der Haltepunkt befindet sich am östlichen Rand der Bebauung von Marquardt, etwa 300 Meter westlich der Bundesstraße 273. Er liegt in km 68,519 der Strecke 6068 (Bahnstrecke Jüterbog–Nauen), die zwischen den Bahnhöfen Priort und Golm den Berliner Außenring darstellt.

## Anlagen
Der Haltepunkt hat zwei 38 cm hohe, 132 bzw. 135 m lange Seitenbahnsteige. Diese sind durch eine nicht barrierefreie Fußgängerbrücke am Nordende der Bahnsteige verbunden.
Östlich des Haltepunkts wurde 2022 die Mobilitätsdrehscheibe Marquardt mit einem Park-and-Ride-Parkplatz, einer Bike-and-ride-Gelegenheit sowie drei Bushaltebuchten gebaut.

## Verkehrsangebot
Marquardt wird in beiden Richtungen einmal stündlich von der Regionalbahnlinie RB 21 bedient.
Zum Einsatz kommen planmäßig fünfteilige Triebwagen vom Typ Talent 2 (Baureihe 442.3).
| Linie                | Linienverlauf | Takt (min) | EVU              |
| -------------------- | --- | ---------- | ---------------- |
| RB 21                | Potsdam Hbf – Charlottenhof – Potsdam Park Sanssouci – Golm – Marquardt – Wustermark – Elstal – Dallgow-Döberitz – Staaken – Berlin-Spandau – Berlin Jungfernheide – Berlin Gesundbrunnen | 60         | DB Regio Nordost |
| Stand: 08. März 2025 | |            |                  |

## Ausbau der Anlagen
Ursprünglich bis Mai 2024 geplant, sollen nun im Jahr 2025 die Bahnsteige von 38 cm Höhe auf 76 cm erhöht werden, um ein barrierefreies Einsteigen in die Züge zu ermöglichen.
Ein barrierefreier Ausbau der Fußgängerbrücke ist aufgrund der mit 230 unter dem nötigen Schwellwert von 1000 liegenden Zahl der täglichen Reisenden derzeit nicht geplant.